# Sommer-Paralympics 2016/Teilnehmer (Usbekistan)
| stlisierte Goldmedaille | stlisierte Silbermedaille | stlisierte Bronzemedaille |
| ----------------------- | ------------------------- | ------------------------- |
| 8                       | 6                         | 17                        |

Usbekistan entsandte zu den Paralympischen Sommerspielen 2016 in Rio de Janeiro zweiunddreißig Sportler.

## Teilnehmer nach Sportart

### Judo
Männer
| Name               | Klasse                         | Platz  |
| ------------------ | ------------------------------ | ------ |
| Sherzod Namozov    | Superleichtgewicht (bis 60 kg) | Gold   |
| Utkirjon Nigmatov  | Halbleichtgewicht (bis 66 kg)  | Gold   |
| Feruz Sayidov      | Leichtgewicht (bis 73 kg)      | Bronze |
| Sharif Khalilov    | Halbmittelgewicht (bis 81 kg)  | 7      |
| Shukhrat Boboev    | Mittelgewicht (bis 90 kg)      | Bronze |
| Shirin Sharipov    | Halbschwergewicht (bis 100 kg) | Bronze |
| Adiljan Tulendbaev | Schwergewicht (über 100 kg)    | Gold   |

Frauen
| Name                    | Klasse                        | Platz  |
| ----------------------- | ----------------------------- | ------ |
| Sevinch Salaeva         | Halbleichtgewicht (bis 52 kg) | Bronze |
| Tursunpashsha Nurmetova | Halbmittelgewicht (bis 63 kg) | Bronze |
| Gulruh Rahimova         | Mittelgewicht (bis 70 kg)     | Bronze |
| Khayitjon Alimova       | Schwergewicht (über 70 kg)    | Silber |

### Leichtathletik
Männer
| Name                                                                  | Klasse              | Ergebnis           | Platz  |
| --------------------------------------------------------------------- | ------------------- | ------------------ | ------ |
| Mansur Abdirashidov                                                   | 100 m T12           | Disqualifiziert    | ohne   |
| Mansur Abdirashidov                                                   | 200 m T12           | Finale 22,69 s     | 4      |
| Miran Sakhatov                                                        | 100 m T11           | Vorlauf 11,87 s    | ohne   |
| Fakhriddin Khamraev                                                   | 200 m T12           | Halbfinale 23,23 s | 8      |
| Fakhriddin Khamraev                                                   | 400 m T12           | Disqualifiziert    | ohne   |
| Miran Sakhatov Mansur Abdirashidov Doniyor Saliev Fakhriddin Khamraev | 4 × 100 m T11-T13   | Finale 43,47 s     | Bronze |
| Khusniddin Norbekov                                                   | Diskuswurf F37      | 59,75 m            | Gold   |
| Khusniddin Norbekov                                                   | Kugelstoßen F37     | 15,17 m            | Bronze |
| Farukh Mirzakulov                                                     | Weitsprung T45-T47  | 7,78 m             | 8      |
| Doniyor Saliev                                                        | Weitsprung T12      | 7,04 m             | Bronze |
| Mavlonbek Haydarov                                                    | Kugelstoßen F11-F12 | 15,61 m            | 4      |
| Aleksandr Svechnikov                                                  | Speerwurf F12-F13   | 65,69 m            | Gold   |

Frauen
| Name                       | Klasse              | Ergebnis | Platz  |
| -------------------------- | ------------------- | -------- | ------ |
| Nozimakhon Kayumova        | Speerwurf F12-F13   | 44,58 m  | Gold   |
| Safiya Burxonova           | Kugelstoßen F11-F12 | 15,05 m  | Silber |
| Dilafruzkhon Akhmatkhonova | Kugelstoßen F35     | 7,87 m   | 6      |

### Powerlifting
Männer
- Akhror Bozorov
  - Klasse bis 80 kg
    - Ergebnis: 207 kg,

- Nuriddin Davlatov
  - Klasse bis 107 kg
    - Ergebnis: 200 kg, Rang 7

### Schießen
Männer
- Server Ibragimov (Mixed Freie Pistole 50 Meter SH1)
  - 10 Meter Luftpistole SH1:
    - Qualifikation: 566 Punkte, Rang 2
    - Finale: 172,1 Punkte,

- - Mixed Freie Pistole 50 Meter SH1
    - Qualifikation: 522 Punkte, Rang 14
    - Finale: nicht qualifiziert

### Schwimmen
Männer
| Name                   | Klasse                  | Ergebnis                 | Platz                 |
| ---------------------- | ----------------------- | ------------------------ | --------------------- |
| Dmitriy Horlin         | Freistil 50 m S12       | Vorlauf 25,59 s (5.)     | Finale nicht erreicht |
| Dmitriy Horlin         | Freistil 100 m S13      | Vorlauf 55,12 s (3.)     | Finale nicht erreicht |
| Dmitriy Horlin         | Freistil 400 m S13      | Finale 4:06,63 min       | Bronze                |
| Dmitriy Horlin         | Lagen 200 m F13         | Finale 2:15,18 min       | 5.                    |
| Firdavsbek Musabekov   | Vorlauf Lagen 200 m F13 | Vorlauf 2:19,98 min (4.) | Finale nicht erreicht |
| Firdavsbek Musabekov   | Freistil 50 m S13       | Vorlauf 25,99 s (5.)     | Finale nicht erreicht |
| Firdavsbek Musabekov   | Brust 100 m SB13        | Finale 1:04,94 min       | Gold                  |
| Kirill Pankov          | Schmetterling 100 m S13 | Finale 56,84 s           | Silber                |
| Kirill Pankov          | Freistil 50 m S13       | Finale 24,63 s           | 5.                    |
| Kirill Pankov          | Brust 100 m S13         | Finale 1:00,44 min       | 4.                    |
| Muzaffar Tursunkhujaev | Schmetterling 100 m S13 | Finale 57,26 s           | Bronze                |
| Muzaffar Tursunkhujaev | Freistil 50 m S13       | Finale 24,21 s           | Bronze                |
| Muzaffar Tursunkhujaev | Freistil 100 m S13      | Finale 53,90 s           | 6.                    |
| Muzaffar Tursunkhujaev | Brust 100 m S13         | Finale 1:03,80 min       | 7.                    |

Frauen
| Name                        | Klasse                  | Ergebnis                 | Platz      |
| --------------------------- | ----------------------- | ------------------------ | ---------- |
| Muslima Odilova             | Freistil 50 m S13       | Finale 28,00 s           | Silber     |
| Muslima Odilova             | Freistil 100 m S13      | Vorlauf 1:02,45 min (4.) | Finale DSQ |
| Muslima Odilova             | Schmetterling 100 m S13 | Finale 1:04,92 min       | Silber     |
| Fotimakhon Amilova          | Schmetterling 100 m S13 | 1:04,93 min              | Bronze     |
| Fotimakhon Amilova          | Freistil 50 m S13       | Finale 28,21 s           | 4.         |
| Fotimakhon Amilova          | Freistil 100 m S13      | Finale 1:01,26 min       | 5.         |
| Fotimakhon Amilova          | Lagen 200 m S13         | Finale 2:25,23 min       | Silber     |
| Fotimakhon Amilova          | Brust 100 m SB13        | Finale 1:12,45 min       | Gold       |
| Shokhsanamkhon Toshpulatova | Schmetterling 100 m S13 | Finale 1:05,81 min       | 4          |
| Shokhsanamkhon Toshpulatova | Lagen 200 m S13         | Finale 2:27,31 min       | Bronze     |
| Shokhsanamkhon Toshpulatova | Freistil 50 m S13       | Finale 28,02 s           | Bronze     |
| Shokhsanamkhon Toshpulatova | Freistil 100 m S13      | Finale 1:00,41 min       | 4.         |